# Association sportive des mineurs de Sangarédi
 (novembre 2017).
Si vous disposez d'ouvrages ou d'articles de référence ou si vous connaissez des sites web de qualité traitant du thème abordé ici, merci de compléter l'article en donnant les références utiles à sa vérifiabilité et en les liant à la section « Notes et références ».
Actualités
L'Association sportive des mineurs de Sangarédi est un club de football guinéen basé à Boké.

## Histoire
L'équipe de l'ASMS (Association sportive des mineurs de Sangarédi) est créée en 1984-1985 par les travailleurs de la cité minière de Sangarédi. Bénéficiant d'un stade de 2 000 places construit par la Compagnie des bauxites de Guinée (CBG), il est à plusieurs reprises modifié pour l'adapter à l'évolution du club, qui monte en 1991 en première division du championnat national, sous la présidence du Dr Gassim Hilal. Ce dernier mettra tout en œuvre pour le maintien de l'équipe en première division, jusqu'à son décès prématuré en juin 2006. Le club fait partie aujourd'hui encore du carré d'as guinéen et n'a plus jamais été relégué avec un palmarès plutôt flatteur pour une équipe de ce pays, sa plus célèbre prestation étant sa participation à un quart de finale de la coupe africaine des clubs champions.

## Palmarès
- Championnat de Guinée
  - Vice-Champion : 2000

- Coupe de Guinée
  - Finaliste : 1998